# راینر هوپه
راینر هوپه (آلمانی: Rainer Hoppe؛ زادهٔ ۲۶ ژانویهٔ ۱۹۶۲) بازیکن واترپلو اهل آلمان بود.